# DF-41
Il Dong Feng 41 (in cinese: 东风41, “Vento dell’Est-41”) o DF-41 (CSS-X-10 nella denominazione USA) è un missile balistico intercontinentale (ICBM, InterContinental Ballistic Missile) cinese.

## Storia del progetto
Nel 1985-1986 venne avviato in Cina un programma di sviluppo parallelo di due missili balistici intercontinentali (ICBM) di nuova generazione, uno designato DF-31 e uno DF-41. Entrambi sfruttavano come base di partenza del progetto il missile lanciabile da sommergibili (SLBM) JL-2. Il progetto del DF-31 fu portato avanti celermente, tanto che nel 1999 il missile venne pubblicamente mostrato per la prima volta nel corso dell'annuale Parata militare di Pechino tenutasi in occasione della fondazione della Repubblica Popolare Cinese, e lanciato per la prima volta con successo il 2 agosto dello stesso anno. Lo sviluppo del secondo tipo fu apparentemente fermato prima dell'inizio degli anni duemila del XXI secolo per riprendere poi all'inizio degli anni duemiladieci. Il missile DF-41 (CSS-X-10) venne sviluppato dall'Accademia Cinese di sviluppo dei veicoli di lancio (in lingua cinese 中国 运载火箭 技术 研究院, o pinyin zhōngguó yùnzàihuǒjiàn jìshù yánjiū yuàn) e dal 43° istituto dell'AVIC. Il primo lancio sperimentale avvenne il 24 luglio 2012, cui ne seguì un secondo il 19 dicembre 2013 e un terzo il 13 dicembre 2014. Tutti i lanci avvennero presso il poligono di Wuzhai, nella provincia dello Shanxi, con area di impatto posta nella Cina occidentale.
Si trattava del missile più potente fino ad allora sviluppato in Cina, accreditato di una gittata variabile da 12000 km a 14000 km km a seconda del carico trasportato dal vettore.

## Tecnica
Missile balistico intercontinentale di tipo mobile, trasportabile su strada da un apposito veicolo ruotato 8x8 in grado di reggerne il peso di circa 80 tonnellate. La propulsione è su tre stadi, con due stadi principali e uno finale per il carico bellico, interamente a propellente solido tipo 15-NEPE. La velocità massima raggiungibile è pari a Mach 25 (30626 km/h). La gittata varia da 12000 km con carico bellico di 3,2 tonnellate e 14000 km con carico bellico di 2,5 tonnellate. Il DF-41 può trasportare una testata singola da 1 megaton o sino a 10 veicoli di rientro indipendenti (MIRV) con potenza variabile da 20, 90 o 150 kiloton, e testate civetta come ausili alla penetrazione (“pen aids”). Il sistema di guida è del tipo inerziale, con aggiornamenti derivati dalle mappe stellari e sistema di posizionamento BeiDou. Il CEP è di circa 100 metri.

## Impiego operativo
Nell'agosto e il 4 dicembre 2015 il missile fu testato in volo per la quarta e quinta volta. Durante il quinto lancio furono sperimentati due veicoli di rientro (MIRV) inerti. Entrambi i lanci sono stati tracciati dai satelliti spia fino al luogo di impatto sito nella Cina occidentale.
 
Nell'aprile 2016 fu condotto con successo il settimo lancio sperimentale del DF-41 con uso di due testate fittizie che impattarono vicino al Mar Cinese Meridionale nel corso alle crescenti tensioni tra Washington e Pechino sull'area. Il 23 gennaio 2017 le autorità cinesi comunicarono l'avvenuto schieramento operativo di una brigata di missili intercontinentali mobili DF-41 nella provincia dello Heilongjiang, al confine con la Russia, insieme all'avvio dello schieramento di un'altra brigata di missili balistici intercontinentali DF-41 nella provincia dello Xinjiang. Nel novembre 2017, appena due giorni prima della visita del presidente degli Stati Uniti d'America Donald J. Trump in Cina, il DF-41 è stato testato operativamente nel deserto del Gobi.
Il 1º ottobre 2019 il missile DF-41 è stato mostrato in 16 esemplari durante la parata militare per il 70º Anniversario della costituzione della Repubblica Popolare Cinese.
Secondo Richar Fisher, esperto di affari asiatici e del Pacifico, un'unità missilistica tipica del Secondo Corpo d'artiglieria disporrebbe da sei a dodici lanciatori, più da sei a dodici missili di ricarica, che rappresenterebbe quindi una quantità da dodici a ventiquattro missili disponibili per ogni brigata. Ciascuna di queste unità sarebbe quindi in grado di puntare tra 120 e 240 testate nucleari contro il continente americano.

### Versione ferroviaria
Il 5 dicembre 2015 avvenne il sesto lancio di una particolare versione del missile lanciabile da un carro ferroviario, similmente al missile russo RT-23 Molodets. Il lancio a freddo è avvenuto da un TEL (Transporter Erector Launcher) installato sul vagone di un treno fermo lungo una tratta ferroviaria della Cina occidentale, il DF-41 è stato eiettato dal tubo di lancio grazie all'utilizzo di una carica esplosiva, senza quindi avviare la fase di accensione del motore a razzo.

## Utilizzatori
Cina
- Forza missilistica dell'Esercito Popolare di Liberazione